# ماریو ولپیانی
ماریو ولپیانی (ایتالیایی: Mario Vulpiani؛ زادهٔ ۱۵ فوریهٔ ۱۹۲۷) فیلم‌بردار اهل ایتالیا است.
از فیلم‌هایی که وی در ساخت آنها نقش داشته‌است، می‌توان به فقط سیاهی، دفتر خاطرات یک دیوانه، دیلینجر مرده است، سورچرانی بزرگ، وقتی حرف می‌زنی دهنت رو ببند!، پرستار شب، گربه چشم‌یشمی، شیفتهٔ جولیا و هیولا اشاره نمود.